# Wilhelm von Grolman (général)
Ne doit pas être confondu avec Wilhelm von Grolman.
Wilhelm Hermann August von Grolman (né le 20 juin 1829 à Glogau, arrondissement de Glogau, province de Silésie et mort le 24 janvier 1893 à Barzdorf, arrondissement de Striegau, province de Silésie) est un général d'infanterie prussien et général commandant du 11e corps d'armée .

## Biographie

### Origine
Ses parents sont le général d'infanterie Karl von Grolman (1777-1843) et sa seconde épouse Hedwige, née von Rotenhan (1796-1864).

### Carrière militaire
Grolman commence ses études au lycée Frédéric-Guillaume de Posen, puis au lycée de Cölln de Berlin. Le 11 mai 1847, il rejoint comme grenadier le 1er régiment à pied de la Garde de l'armée prussienne. Là, Grolmann devient lieutenant porte-épée le 13 janvier 1848 et est promu sous-lieutenant le 26 juin 1849. Doté d'un brevet du 26 juin 1849, il devient sous-lieutenant le 14 mars 1850 et est affecté au budget à cette date le 22 juillet 1852 ; Du 1er octobre 1852 au 8 juillet 1855, Grolman est affecté à l'École générale de guerre pour poursuivre sa formation. Il entre ensuite au Bureau topographique du 1er juin 1858 au 31 mars 1859 et est entre-temps promu premier lieutenant. Lors de la mobilisation à l'occasion de la guerre de Sardaigne, Grolman est du 15 juin au 15 août 1859 commandant de compagnie du 2e bataillon du 1er régiment de Landwehr de la Garde à Stettin. Le 20 mars 1860, il est affecté en Perse pour accompagner le ministre résident et consul général Julius von Minutoli (son oncle). En plus de son salaire, il reçoit 1 000 thalers supplémentaires. Le 23 février 1861, Grolman est nommé dans le 3e régiment à pied de la Garde, où il est promu capitaine et commandant de compagnie le 8 décembre 1861. De là, il est transféré le 20 novembre 1862 à l'état-major du 10e division d'infanterie vers Posen. Le 7 juin 1866, il est promu major. Pendant la guerre contre l'Autriche, Grolman est blessé lors d'un voyage de reconnaissance à la bataille de Nachod. Mais il combat de nouveau à Skalitz et Schweinschädel, où il est si grièvement blessé qu'il ne peut se battre pour le reste de la guerre. Le 20 septembre 1866, il reçoit l'ordre de l'Aigle rouge de 3e classe avec épées.
Le 17 mars 1867, Grolman est nommé commandant du bataillon de fusiliers du 3e régiment de grenadiers de la Garde et, à ce titre, est promu lieutenant-colonel le 26 juillet 1870. Lors de la guerre contre la France en 1870/71, il participe aux batailles de Saint-Privat et du Bourget ainsi qu'au siège de Paris et à la bataille d'Aulnay. Pour Saint-Privat, il reçoit la croix de fer de 2e classe et le 8 avril 1871 la croix de fer de 1re classe. Le 20 juin 1871, Grolman est nommé à la tête du 4e régiment à pied de la Garde et chargé de la direction le 19 octobre 1871 sous la position à la suite. Il est nommé commandant du régiment le 4 novembre 1871 et promu colonel le 18 janvier 1872. Grolman est placé à la suite le 18 mai 1876 et chargé du 3e brigade d'infanterie de la Garde.
Du 18 août au 3 septembre 1878, il est affecté auprès du prince Henri d'Orange-Nassau et accompagne l'entrée de la princesse Marie de Prusse aux Pays-Bas, ainsi qu'aux célébrations du mariage. Le 18 janvier 1880, il reçoit l'ordre de l'Aigle rouge de 2e classe avec feuilles de chêne et épées et le 18 septembre l'étoile de l'ordre de la Couronne de 2e classe. Le 16 novembre 1882 sous la direction de la 8e division d'infanterie, Grolman est nommé commandant de cette grande unité le 12 décembre 1882 avec promotion au grade de lieutenant général. Le 19 septembre 1883, il reçoit l'étoile de l'ordre de l'Aigle rouge de 2e classe avec feuilles de chêne et épées.
En 1886, Grolman est affecté comme observateur aux manœuvres russes dans le camp de Krasnoe-Selo du 19 au 24 août. Le 18 janvier 1888, il reçoit l'ordre de l'Aigle rouge de 1re classe avec feuilles de chêne et épées sur l'anneau et le 17 avril 1888, il est nommé général commandant du 4e corps d'armée et promu général d'infanterie le 23 avril avec brevet du 12 avril 1888. Lorsque l'empereur Frédéric III meurt en 1888, Grolman livre la nouvelle officielle à Lisbonne et Madrid. Le 22 mars 1889, il devient général commandant du 11e corps d'armée et à ce poste reçoit la Grand-Croix de l'ordre de l'Aigle rouge avec feuilles de chêne et épées sur l'anneau le 23 mars 1890. Le 19 septembre 1891, il est nommé à la suite du 4e régiment à pied de la Garde et le 5 mai 1892, il reçoit un congé de dix semaines pour recouvrer sa santé. Récompensé de l'ordre de l'Aigle noir, Grolman reçoit une pension le 11 août 1892.

### Famille
Grolman se marie avec Elisabeth von Block (née le 24 février 1842) à Berlin le 12 décembre 1864. Le mariage reste sans enfants.